# Ава Галанопулу
Ава Галанопулу (на гръцки: Άβα Γαλανοπούλου) е гръцка театрална и телевизионна актриса.

## Биография
Родена е на 22 юли 1967 година в македонския град Кожани, но се мести да живее със семейството си в Атина, където израства. Завършва театрално училище. Галанопулу се появява на телевизионен екран за пръв път в 1992 година в сериала Η Ελίζα και οι άλλοι (Елиза и другите), където участва и в написването на сценария. След това участва в серия други телевизионни продукти, в някои от които също взима участие в написването на сценария. Галанопулу има множество роли и в театъра.